# Paroxyartes dohertyi
Paroxyartes dohertyi är en insektsart som beskrevs av Carl 1913. Paroxyartes dohertyi ingår i släktet Paroxyartes och familjen Diapheromeridae. Inga underarter finns listade i Catalogue of Life.